# كأس أيرلندا الشمالية 1989–90
كأس أيرلندا الشمالية 1989–90 (بالإنجليزية: 1989–90 Irish Cup)‏ هو موسم من كأس أيرلندا. كان عدد الأندية المشاركة فيه 32، وفاز فيه غلينتوران.

## النهائي
| غلينتوران | 3 – 0  | بورتاداون |
| --------- | ------ | --------- |
|           | Report |           |